# Papa Camara
Naby Laye Camara dit Papa Camara, né en 1951 à Conakry en Guinée et mort le 4 janvier 2018 dans la même ville, est un footballeur guinéen des années 1970 et 1980, reconverti en tant qu'entraîneur.

## Biographie
Papa Camara est considéré comme l'un des meilleurs joueurs du Syli national et de Hafia Football Club, avec qui il remporte trois coupes des clubs champions africains (1972, 1975 et 1977). Il est finaliste de la CAN 1976 avec l'équipe de Guinée.
Il est le sélectionneur de la Guinée lors de la CAN 1994. La sélection est éliminée au premier tour de la compétition.